# Francine (marque)
 (janvier 2025).
Si vous disposez d'ouvrages ou d'articles de référence ou si vous connaissez des sites web de qualité traitant du thème abordé ici, merci de compléter l'article en donnant les références utiles à sa vérifiabilité et en les liant à la section « Notes et références ».
Francine est une marque de farine française fondée en 1965.

## Histoire
En 1965, 8 grands minotiers français dont Alain Storione se regroupent pour créer une marque de farine au rayonnement national, Francine, née de la contraction de « France » et de « Farine ».
Rachetée en 2012 par les Grands Moulins de Paris (Nutrixo, Vivescia), elle représente 34.6% de parts de marché des Farines vendues en grandes et moyennes surfaces, et 93% de notoriété auprès des consommateurs.[Quand ?]